# Rouffignac-Saint-Cernin-de-Reilhac
Rouffignac-Saint-Cernin-de-Reilhac è un comune francese di 1 590 abitanti situato nel dipartimento della Dordogna nella regione della Nuova Aquitania.

## Società

### Evoluzione demografica
Abitanti censiti

## Amministrazione

### Gemellaggi
- Bindernheim, Francia